# MAN Lion's Intercity
El MAN Lion's Intercity es un modelo de autobús interurbano desarrollado por el segmento Buses MAN SE, de la empresa alemana MAN SE, que comenzó a producirse en 2015. Además de su labor como medio de transporte habitual, ha sido usado como vehículo lanzadera y de transporte escolar.
El vehículo se produce en la ciudad turca de Ankara, ofreciéndose por la firma alemana como autobús interurbano estándar en Europa. En 2016, el modelo fue votado como autobús interurbano del año en Rusia. El modelo MAN Lion's Intercity es utilizado exclusivamente para todos los autobuses interurbanos controlados por la firma DB Regio (Fránkfurt).
En el historial del modelo, el MAN Lion's Intercity cuenta con dos versiones diferenciadas.
- Lion's Intercity - longitud 12 m. y 55 asientos.
- Lion's Intercity C - intermedio, de 13 y 13,2 m. y 59 y 63 asientos, respectivamente.

A diferencia del autobús de piso bajo del MAN Lion's City, el Intercity está diseñado como un autobús de piso alto, con el piso continuo que se eleva ligeramente hacia la parte trasera, pudiendo accederse a las últimas filas de asientos sobre el compartimento del motor mediante escalones. El sistema modular permite sentar completamente el autobús o quitar una plataforma extraíble para proporcionar espacio para dos sillas de ruedas, cochecitos o pasajeros de pie, cumpliendo así con los requisitos exigidos por las leyes de transporte de pasajeros.
Dispuesto con un motor diésel de 6 cilindros D0836 LOH, cuenta con una cilindrada de 6900 cm³ y una potencia de 290 caballos. Tiene una altura de 2,5 metros y un ancho de 3,4 metros.

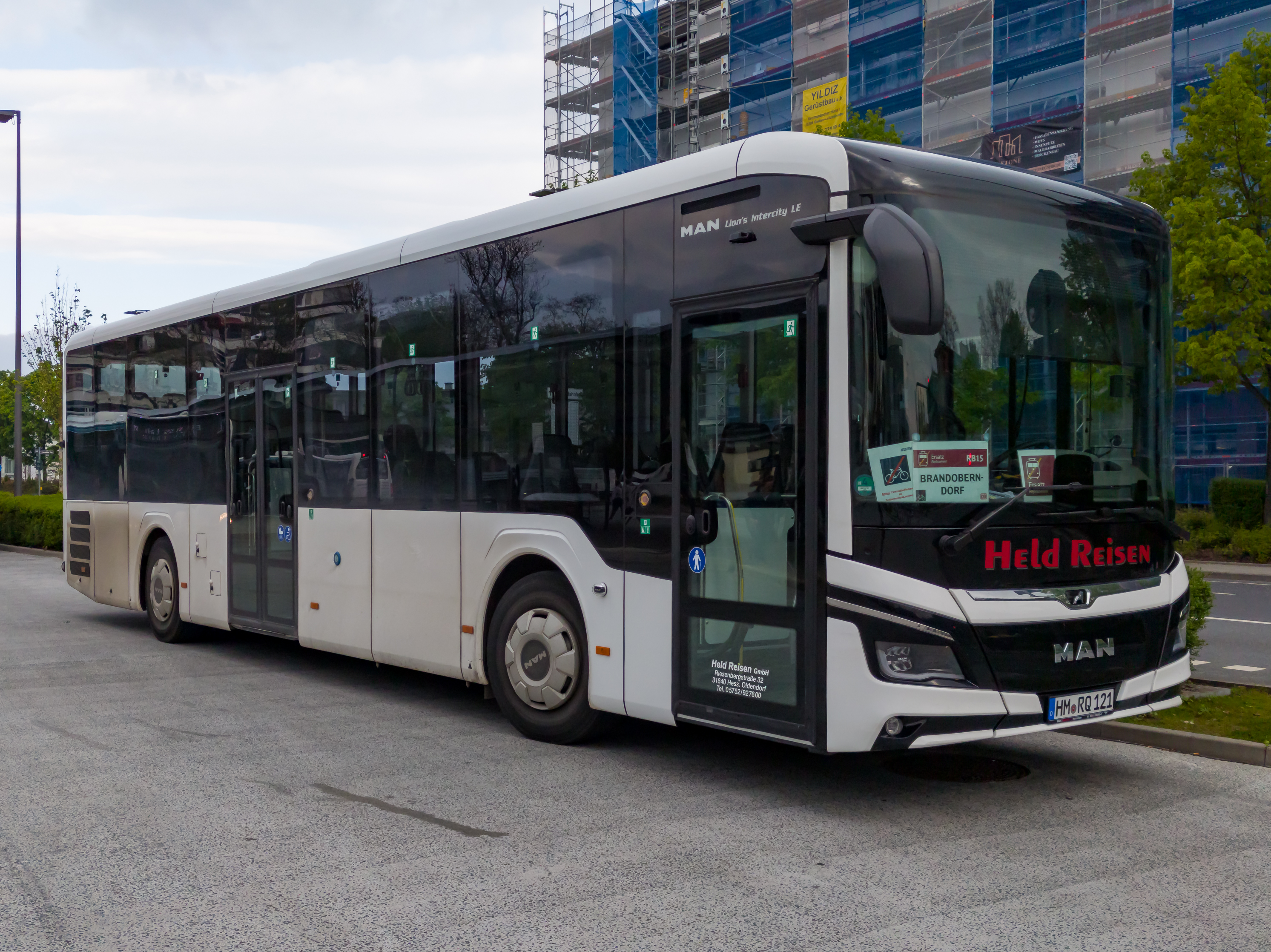
Lion's Intercity LE

## MAN Lion's Intercity LE
El vehículo fue presentado por Buses MAN SE en 2021 y desde entonces se fabrica en serie. A diferencia de su predecesor, el LE es de acceso bajo. Se encuentra disponible en cuatro variantes diferentes (equipamiento de autobús urbano LE 12, equipamiento interurbano LE 12, equipamiento de autobús urbano LE 13 y equipamiento interurbano LE 13). El LE 14 (variante de tres ejes) empezó a producirse en serie en 2024, pasando a ser operativo ese año.